# Церква Костянтина і Олени (Катлабуг)
Церква Костянтина і Олени, Храм рівноапостольних Констянтина і Єлени — церква XIX століття святих рівноапостольних царів Костянтина і Олени у селищі Катлабуг (раніше Суворове) Суворовської селищної громади Ізмаїльського району Одеської області. Знаходиться на вулиці Соборній, 105.

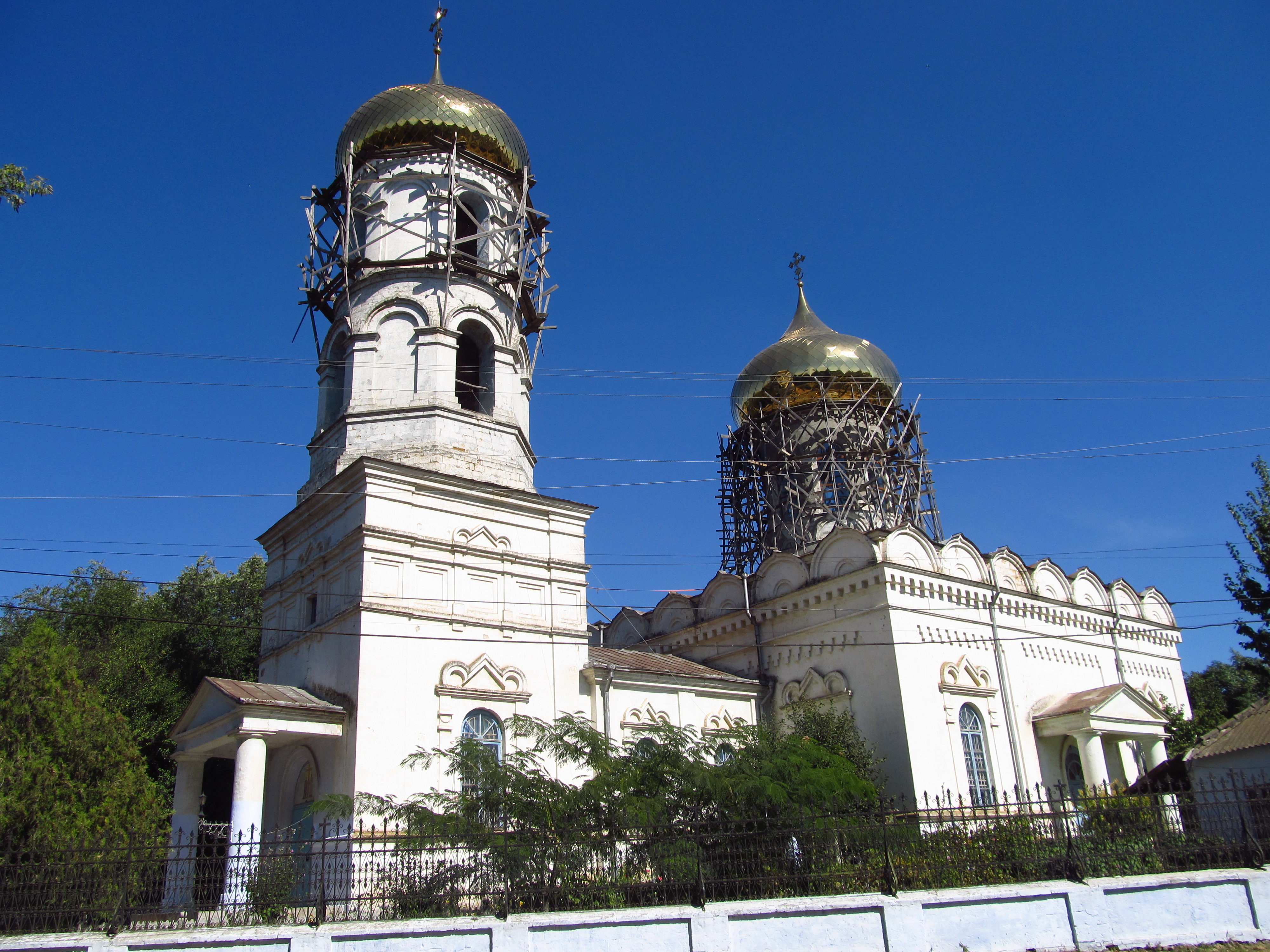
Церква Костянтина і Олени с.Катлабуг (Суворове)

Пам'ятка архітектури в неоруському стилі.

## Історія
Побудована у 1897 році.